# فرودگاه نیروی هوایی سلطنتی ارول
فرودگاه نیروی هوایی سلطنتی ارول (به انگلیسی: RAF Errol) یک فرودگاه نظامی است . این فرودگاه در کشور اسکاتلند قرار دارد و در ارتفاع ۵ متری از سطح دریا واقع شده است.